# Дудин, Анатолий Михайлович
Анато́лий Миха́йлович Ду́дин (1901—?) — советский хозяйственный, государственный и политический деятель.

## Биография
Родился в 1901 году в Балаганске. Член ВКП(б).
С 1925 года — на хозяйственной, общественной и политической работе. В 1925—1975 гг. — заведующий Турунтаевской врачебной амбулаторией, разъездной врач Улан-Удэнской центральной поликлиники, на учёбе в Ленинграде, заведующий детским отделением областной больницы Улан-Удэ, главный врач Улан-Удэнской городской детской больницы, преподаватель в Улан-Удэнском медицинском училище, главный педиатр Министерства здравоохранения Бурят-Монгольской АССР.
Избирался депутатом Совета Национальностей Верховного Совета СССР 2-го созыва от Бурят-Монгольской АССР.